# 普勒旺
普勒旺（法語：Pleuven，法語發音：[pløvɛn]）是法国菲尼斯泰尔省的一个市镇，位于该省南部，属于坎佩尔区。

## 地理
普勒旺（47°54'22"N, 4°2'36"W）面积13.69 平方千米，位于法国布列塔尼大區菲尼斯泰尔省，该省份为法国最西部的省份，位于布列塔尼半岛西部，北西南三面环大西洋，东临阿摩尔滨海省和莫尔比昂省。
与普勒旺接壤的市镇（或旧市镇、城区）包括：坎佩尔、克洛阿尔富埃南、贝诺代、富埃南、古埃斯纳克、圣埃瓦尔泽克。

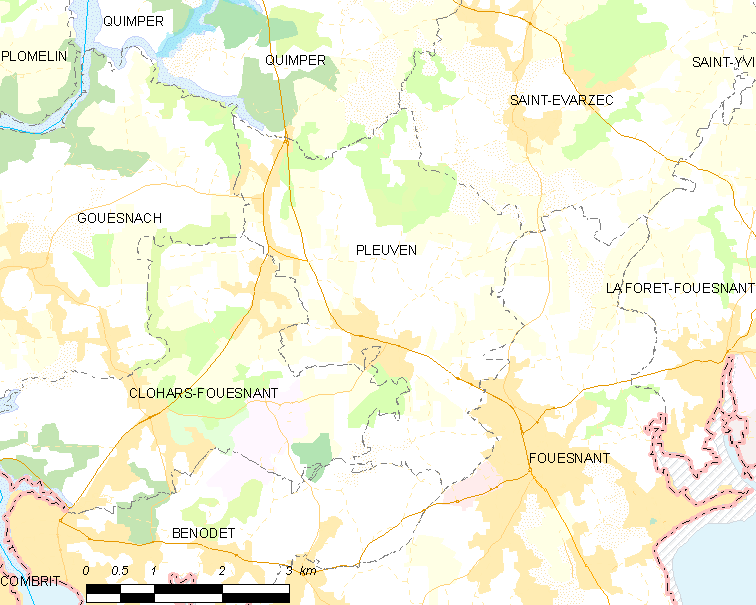
普勒旺的OSM定位图

普勒旺的时区为UTC+01:00、UTC+02:00（夏令时）。

## 行政
普勒旺的邮政编码为29170，INSEE市镇编码为29161。

## 政治
普勒旺所属的省级选区为富埃南县。

## 人口

1962-2008年间普勒旺人口变化图示

普勒旺于2022年1月1日时的人口数量为3298人。